# スクラム預金
スクラム預金（スクラムよきん）とは、労働組合において、ストライキに備えて生活費として貯蓄する預金をいう。

## 概要
ストライキ時は労働者に対して賃金が支払われない。そのためストライキが長期化すると生活費に支障をきたす組合員がでてくることになる。そのため、そうした事態に備えて予め生活に必要な資金を貯蓄しておこうというものである。スクラム預金は組合員全員に対し強制的に行う。給与から天引きで徴収し、各個人別の口座で管理されている。労働金庫に預金され、原則として途中で引き出しはできない。
管理職となったり、退職して組合を離脱すると本人に返還される労働組合と、後世に引継ぎ一切返還しない労働組合がある。預金であるから利子も加算される。
一定の額（例えば100万円以上など）に達した場合、オーバーした分は引き出せるようにしている労働組合もある。1 - 3ヶ月分程度の生活費がまかなえる額があれば、それ以上のスクラム預金はいらないだろうという考えに基づくものである。